# Idiostatus major
Idiostatus major är en insektsart som beskrevs av Andrew Nelson Caudell 1934. Idiostatus major ingår i släktet Idiostatus och familjen vårtbitare. Inga underarter finns listade i Catalogue of Life.